# Sitio de Zamora (1369-1371)
El sitio de Zamora, que comenzó en junio de 1369 y finalizó el 26 de febrero de 1371 con la conquista de la ciudad por las tropas de Enrique II de Castilla, fue uno de los hechos de armas más relevantes de las guerras fernandinas, que enfrentaron a Fernando I de Portugal con Enrique II de Castilla. Pero en realidad puede afirmarse que el asedio de Zamora fue una prolongación de la primera guerra civil castellana, en la que Pedro I de Castilla y su hermanastro Enrique de Trastámara, que llegaría a reinar como Enrique II, lucharon por la posesión del trono castellano.

## Antecedentes
Fernando Alfonso de Valencia, que era uno de los nobles más notorios de la ciudad de Zamora y bisnieto de los reyes Alfonso X y Sancho IV de Castilla, fue el protagonista más destacado de la resistencia de Zamora contra las tropas de Enrique de Trastámara. A principios de 1367, y durante la Guerra Civil Castellana, la ciudad de Zamora se sumó definitivamente a la causa de Pedro I de Castilla y se convirtió en uno de sus más firmes bastiones durante el resto de la Guerra Civil, como señaló la historiadora María Concepción Castrillo Llamas. Y tras la batalla de Montiel, que se libró en 1369, Enrique de Trastámara asesinó a su hermanastro Pedro I y comenzó a reinar en Castilla con el nombre de Enrique II.
Fernando Alfonso de Valencia se hallaba en Montiel en el momento de la muerte de Pedro I, y en la noche del regicidio, según consta en diferentes versiones de las Crónicas del rey don Pedro y de las Crónicas del rey don Enrique II, que fueron compuestas por Pedro López de Ayala, Fernando Alfonso fue apresado junto con otros destacados nobles, como Fernán Ruiz de Castro y Gonzalo González de Ávila, aunque en las distintas versiones los nombres difieren. Y Valdaliso señaló que «de todo ello» se infiere que el grupo de nobles que permanecieron junto a Pedro I en la noche de su asesinato fue arrestado y que sus componentes huyeron o fueron rápidamente liberados.
Sin embargo, Cesáreo Fernández Duro afirmó que Fernando Alfonso consiguió escapar de Montiel y que regresó a la ciudad de Zamora, que se sublevó contra Enrique II de Castilla y se preparó para resistir el asedio de las tropas del nuevo monarca, siendo acaudilladas sus fuerzas por Fernando Alfonso de Valencia, que en esos momentos controlaba, entre otras, las ciudades de Zamora, Ciudad Rodrigo, Alcántara y Tuy. Sin embargo, Álvarez Martínez señaló que cuando Fernando Alfonso y Men Rodríguez de Sanabria escaparon de Valladolid el primero se dirigió a Zamora, que poco después se sublevó contra Enrique II junto con Ciudad Rodrigo, Alcántara y Tuy, y que Men Rodríguez de Sanabria se dirigió a las montañas de Sanabria y a Alcañices para apoyar desde allí la guerra contra Enrique II.

## Intervención de Fernando I de Portugal

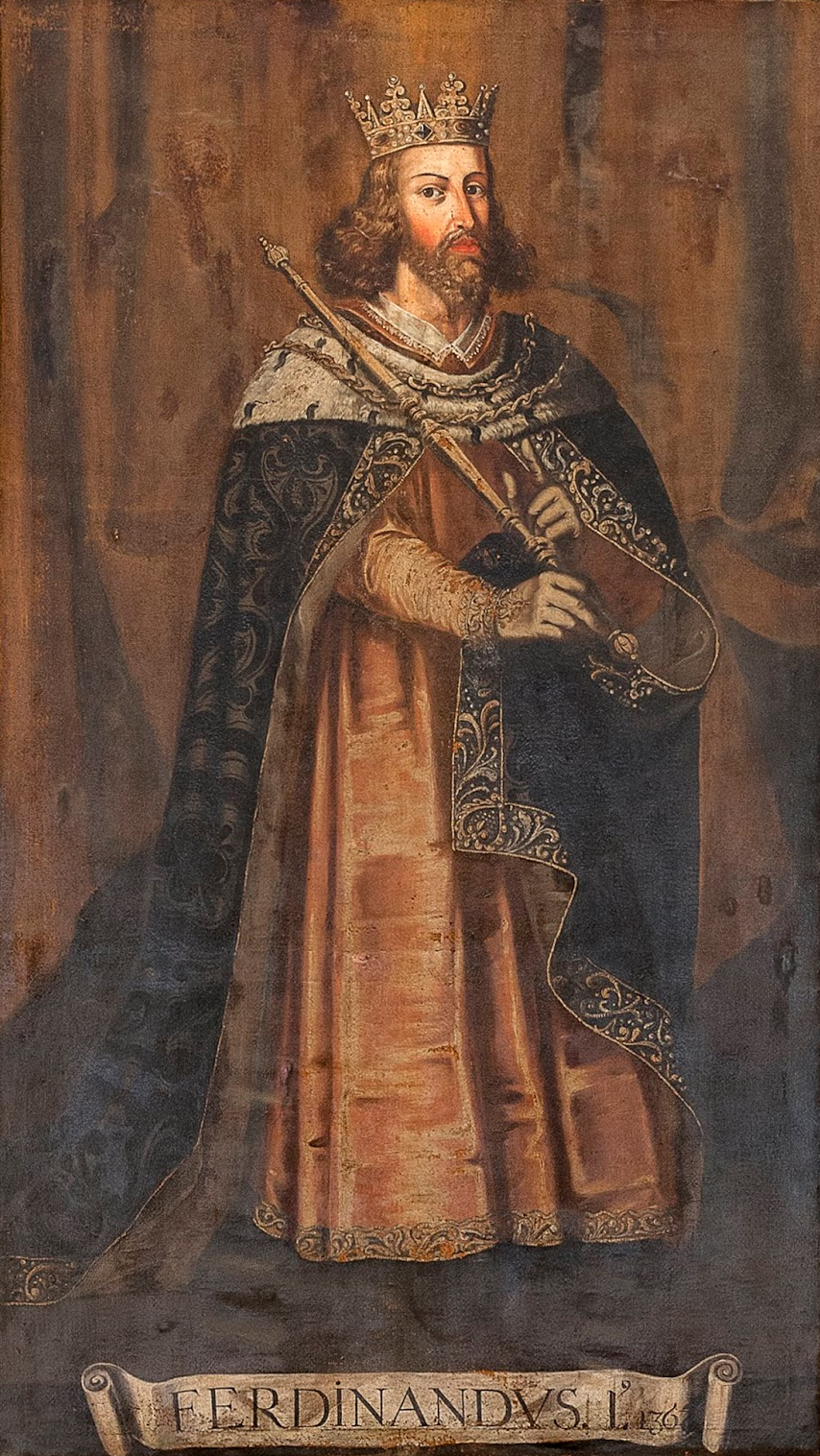
Retrato imaginario de Fernando I de Portugal, pintado hacia 1640 (Universidad de Coímbra).

Poco después Fernando Alfonso de Valencia envió mensajeros a su pariente, el rey Fernando I de Portugal, para que reclamase el trono castellano, argumentando la bastardía de Enrique II y su crimen fratricida al haber asesinado a su propio hermanastro, Pedro I. Y como represalia por todo ello, Enrique II le arrebató a Fernando Alfonso de Valencia sus señoríos de Valencia de Campos y Villalpando y otras veinte villas más.
Además, Men Rodríguez de Sanabria, con el apoyo de numerosos concejos de Portugal, Zamora y Galicia, y Fernán Ruiz de Castro, que era el noble gallego más poderoso, se unieron a Fernando Alfonso de Valencia y animaron a Fernando I de Portugal a que reclamase el trono castellano. Y este último, que creía contar con mejores derechos dinásticos que Enrique II para ocuparlo, inició una serie de guerras contra su rival, que fueron conocidas como guerras fernandinas y se libraron entre 1369 y 1382, aunque el historiador César Olivera Serrano señaló que fueron las dos primeras, que se desarrollaron entre 1369 y 1373, las que guardaron una «mayor relación con la cuestión sucesoria de Castilla».
El rey de Portugal acuñó monedas castellanas durante esas guerras, y en la Corte portuguesa se reorganizó al mismo tiempo el partido petrista, que era llamado así por defender la causa del difunto Pedro I de Castilla. Además, el rey de Portugal fue reconocido como legítimo rey de Castilla por las ciudades de La Coruña, Lugo, Santiago de Compostela, Tuy, Allariz, Orense, Rivadabia, Carmona, Zamora, Ciudad Rodrigo, Alcántara, y Valencia de Alcántara, entre otras, que se encontraban en manos de algunos petristas como Fernando Alfonso de Valencia, Fernán Ruiz de Castro, el obispo de Ciudad Rodrigo, Juan Alfonso de Baeza y Álvar Pérez de Castro, el hermanastro de Fernán Ruiz de Castro. Y en el capítulo XXVIII de la Chronica de el-rei D. Fernando consta que Fernando I comenzó a titularse «rey de Portugal, del Algarve, y de la muy noble ciudad de Zamora».
Fernando I de Portugal, tras reunir sus fuerzas terrestres y marítimas, inició la guerra contra Enrique II penetrando en territorio castellano a través de Galicia, que le recibió con entusiasmo en julio de 1369, e instaló su base de operaciones en La Coruña, aunque Enrique II contraatacó al mismo tiempo invadiendo Portugal. Y diversos historiadores señalan que debido a esto último, Fernando I solo pudo socorrer «débilmente» a sus aliados castellanos, entre los que se contaba Fernando Alfonso de Valencia, y a dejarles actuar según su propia iniciativa.

## El asedio de Zamora (1369-1371)

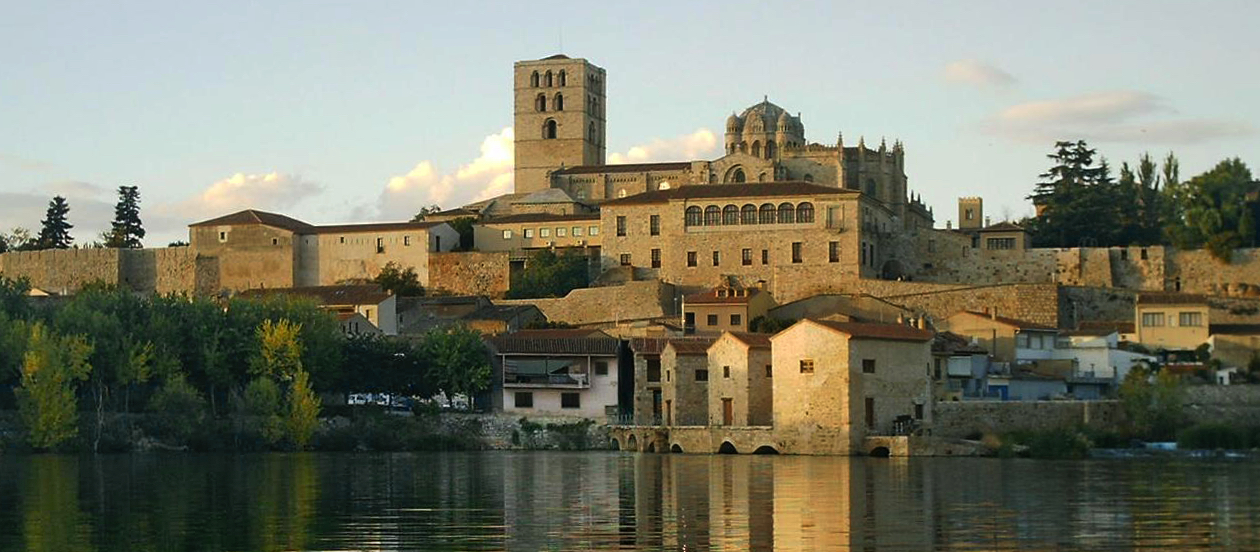
Vista de la ciudad de Zamora.

La ciudad de Zamora, acaudillada por Fernando Alfonso de Valencia y por el caballero salmantino Alfonso López de Tejeda, comenzó a ser asediada en junio de 1369 por las tropas de Enrique II y por sus mercenarios bretones, que estaban al mando del célebre Bertrand du Guesclin. Y Ursicino Álvarez Martínez señaló que Enrique II estableció su campamento en la orilla izquierda del río Duero y «cerca del puente».
Pero cuando Enrique II fue informado de que el rey de Portugal había entrado con sus tropas en La Coruña, levantó el asedio y se dirigió a Galicia para atacar las ciudades defendidas por Fernán Ruiz de Castro, y obligó con ello al rey de Portugal a abandonar el territorio gallego. Y conviene señalar que Álvarez Martínez mencionó que Fernando Alfonso de Valencia estaba casado con una hermana de Fernando I de Portugal, aunque ello ha sido desmentido por otros historiadores, y afirmó que los zamoranos:

Fundaban su resistencia á la vez que en la pleitesía jurada al difunto Don Pedro, en el derecho establecido en Castilla: muerto el rey legítimo, ó tenía parientes llamados por la ley á sucederle, en cuyo caso estos debían ocupar el trono, ó si de ellos carecía, el reino considerábase behetría, ó sea, estado que podía alzar señor libremente. Como el rey Don Fernando de Portugal, con cuya hermana estaba casada D. Ferrán Alfonso, era biznieto de Don Sancho IV el Bravo, á él creían corresponder la corona, y así acordados con el tercer mantenedor, el magnate gallego D. Fernando de Castro, despacharon emisarios al monarca portugués ofreciéndole su concurso.

Antes de dirigirse a Galicia Enrique II dejó algunas tropas a las órdenes de Pedro Fernández de Velasco, que era el camarero mayor del rey, en tierras zamoranas y en la ciudad de Toro. Y al mismo tiempo el monarca encomendó a su esposa, la reina Juana Manuel de Villena, que reuniese el armamento y los pertrechos necesarios para conquistar Zamora. Y poco después, tras haber conquistado a los portugueses las ciudades de Braga y Braganza, Enrique II regresó a Toro y convocó una reunión de Cortes en dicha ciudad, a fin de poder obtener los recursos necesarios para proseguir la guerra y poder pagar sus soldadas a los mercenarios extranjeros que le acompañaban. Y el monarca castellano recompensó a Arnao de Solier, que era uno de los capitanes de las compañías blancas que le apoyaban, concediéndole el señorío de Villalpando, que había pertenecido anteriormente a Fernando Alfonso de Valencia, por «juro de heredad» y junto con todos sus términos y aldeas.

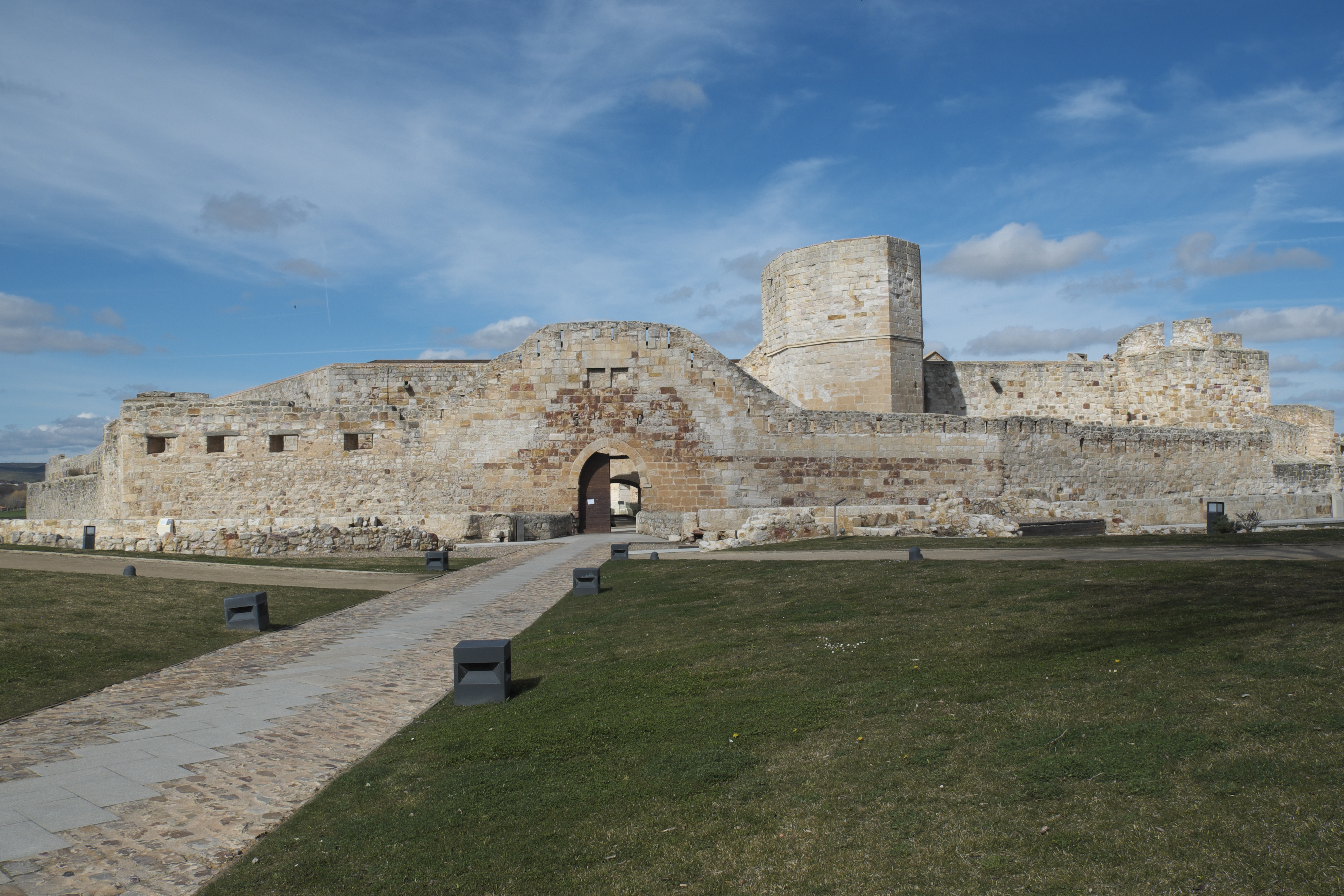
Ruinas del castillo de Zamora.

La resistencia de la ciudad de Zamora frente a sus tentativas para conquistarla preocupaba de tal modo a Enrique II que ni siquiera acudió a socorrer la ciudad de Algeciras, que fue conquistada por los musulmanes granadinos tras un corto asedio a finales de julio de 1369. No obstante, los daños ocasionados por la flota portuguesa en Cádiz y en Sevilla obligaron a Enrique II a dirigirse a Andalucía y a dejar la dirección del asedio de Zamora en manos de la reina Juana Manuel y de su camarero mayor, Pedro Fernández de Velasco, que pasaron a ser los dirigentes del ejército sitiador.
En el otoño de 1369 los asedios de Zamora y de Ciudad Rodrigo se estancaron, y en una de las frecuentes salidas que hicieron los sitiados, Fernando Alfonso de Valencia fue derrotado y hecho prisionero por Pedro Fernández de Velasco, según consta en la Crónica de Enrique II, aunque en ella también se afirma que se ignora cómo consiguió escapar:

En estos dias, que el Rey Don Enrique estaba sobre la villa de Carmona, ovo nuevas que Pero Ferrandez de Velasco su Camarero mayor peleara en la cibdad de Zamora con Ferrand Alfonso de Zamora, que avia fuido de la prision dó estaba en Valladolid, é era entrado en Zamora: é salió á las barreras á pelear con Pero Ferrandez, é fué tomado alli preso. E cobróse la cibdad de Zamora por el Rey: empero antes desto el castillo de Zamora ya estaba por el Rey; ca uno que le tenia avia ya tomado la partida del Rey.

Moreno Ollero señaló que Fernando Alfonso, que era el «principal» jefe de la resistencia zamorana, y Pedro Fernández de Velasco lucharon «cuerpo a cuerpo». Y poco después, debido a la escasez de recursos en Zamora, a la falta de socorro desde Portugal, y a las negociaciones que el eclesiástico Pedro Tenorio, que llegaría a ser arzobispo de Toledo y en esos momentos era arcediano de Toro en el obispado de Zamora, llevó a cabo con los sitiados, Zamora capituló y permitió la entrada de las tropas de Enrique II, que la ocuparon el 26 de febrero de 1371, según consta en una carta en la que la reina Juana Manuel comunicó a su esposo la rendición de la ciudad.

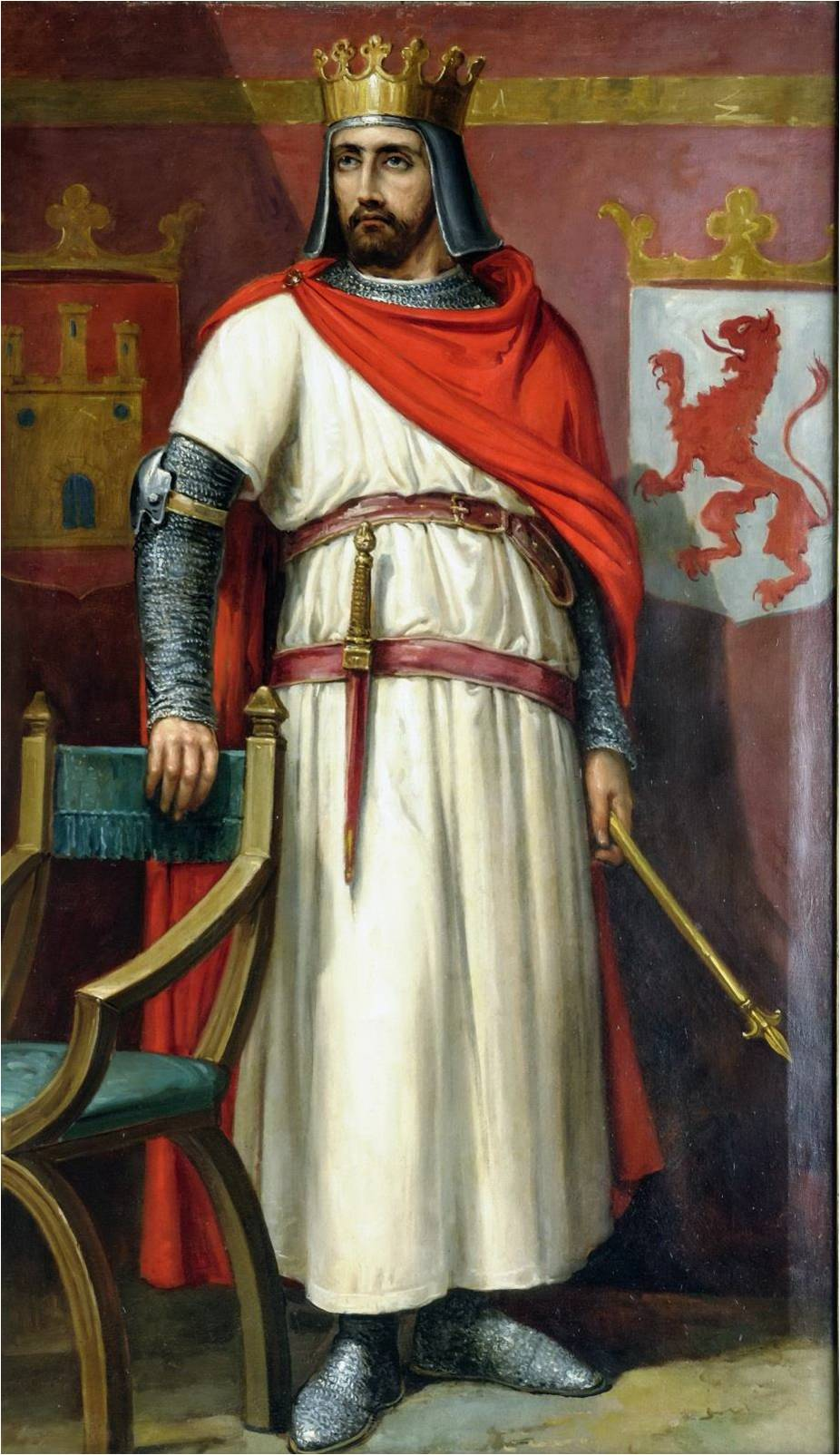
Retrato imaginario de Enrique II de Castilla. José María Rodríguez de Losada. (Ayuntamiento de León).

No obstante, el alcaide del castillo de Zamora, Alfonso López de Tejeda, no aceptó el acuerdo de capitulación y se propuso resistir en el interior de dicha fortaleza junto con su esposa, Inés Álvarez de Sotomayor, el hijo mayor de ambos, los principales nobles zamoranos, y numerosos soldados. Y la reina Juana Manuel, según afirmó el cronista Lopes en el capítulo XLI de la Chronica de el-rei D. Fernando, amenazó a Alfonso López de Tejeda con matar a tres de sus hijos, que se encontraban en su poder, aunque él se negó a rendirse y sus hijos, de los que dos eran niños y la restante una niña, fueron asesinados. Pero Covadonga Valdaliso señaló que ello le pareció extraño al mencionado cronista portugués por considerarlo «una hazaña sin provecho»:

Passou o termo antr’elles devisado e nom lhe veo outro nehũu acorro (...) e foi rrequerido Affonsso Lopez que desse o logar, pois o termo ja era passado; e ell se escusou per taaes pallavras, e com tall sõo que de o fazer avia pouca voontade; da quall cousa a rrainha ouve assi grande queixume que disse, afirmando per juramento, que sse lhe Affonsso Lopez nom desse o logar como ficara com ella, pois o termo já era passado, que lhe mandaria degollar os filhos ante seus olhos, s os ell oolhar quisesse; e assi lho mandou dizer. Affonsso Lopez, ouvindo aquesto, husou n’este feito d’hũu modo mui estranho, o quall nom he de louvar come virtude mas façanha sem proveito, comprida de toda cruelldade, e disse aaquelles que lhe esto disserom, que sse a rrainha por esta rrazom lhe mandasse degollar seus filhos, que ainda ell tinha a forja e o martello com que fezera aquelles, e que assi faria outros.

Castillo Llamas aseguró que los hijos del alcaide fueron asesinados en presencia suya, lo que enfureció y enardeció aún más a los sitiados, y Valdeón Baruque llamó «espectacular» a la resistencia llevada a cabo por los zamoranos, debido sobre todo a los asesinatos de esos niños. Pero debido al hambre y a la peste que soportaban, y sabiendo que no recibirían ayuda de Portugal, una noche Alfonso López de Tejeda abandonó el castillo llevándose las llaves de la fortaleza. Y viajando acompañado por su esposa, su hijo mayor y por algunos de sus soldados, se refugió en Portugal para desde allí continuar hostigando a las tropas de Enrique II. Y cuando el monarca castellano supo que el castillo de Zamora se había rendido, lo comunicó a las ciudades y concejos de su reino y poco después recibió a los embajadores del reino de Portugal.
Los tres hijos asesinados del alcaide Alfonso López de Tejeda fueron sepultados junto al altar de San Buenaventura y en la capilla de los Tejedas del desaparecido convento de San Francisco de Salamanca, donde también serían enterrados el propio alcaide y otro de sus hijos, Diego López de Tejeda. Y en un letrero colocado en dicha capilla, aunque Bernardo Dorado señaló que se hallaba en el claustro mayor del convento, se encontraba la siguiente inscripción, que aludía a los hechos acaecidos en el cerco de Zamora y que ha sido transmitido por numerosos historiadores:

Aqui yacen los tres mártires inocentes fijos de Alfonso López de Tejada Señor de Tejada y doña Inés alvarez de Sotomayor los cuales fueron degollados por mandado del Rey don henrique porque el dicho Alonso lopez su padre le defendió á Zamora, que tenia por el Rey don Pº su hermano y aunque después le fue entrada por fuerza de armas y le fueron tomados estos inocentes que se criaban en 1a ciudad é degollados, él no quiso entregar el alcázar al cual se retrajo alguna gente y le defendió, hasta que muerta toda de hambre y pestilencia se salió una noche con las llaves y se pasó en portugal: muerto el Rey D. Pº no quiso volver en Castilla en tiempos del Rey don henrique aunque le perdonase cual pasó en la era de cesar de 407 años que fue el año del Señor de 1367.